# Naissance en 1920
Naissance
- 1916
- 1917
- 1918
- 1919
- 1920
- 1921
- 1922
- 1923
- 1924

Cette page dresse une liste de personnalités nées au cours de l'année 1920 présentée dans l'ordre chronologique.
La liste des personnes référencées dans Wikipédia est disponible dans la page de la Catégorie: Naissance en 1920.

## Janvier
- 1er janvier :
  - Elisabeth Andersen, actrice néerlandaise († 3 octobre 2018).
  - Ousha bint Khalifa, poétesse émiratie († 27 juillet 2018).
  - Anna Langfus, écrivaine et résistante polonaise († 12 mai 1966).
  - Osvaldo Cavandoli, animateur, réalisateur et dessinateur italien († 3 mars 2007).
- 2 janvier : Isaac Asimov, écrivain de science-fiction américain († 6 avril 1992).
- 3 janvier :
  - Raymond Guerrier, peintre français de l'Ecole de Paris († 5 avril 2002).
  - Jacques Navadic, journaliste français († 2 août 2015).
- 4 janvier :
  - Robert Lamoureux, comédien français († 29 octobre 2011).
  - Massimo Rendina, partisan et journaliste italien († 8 février 2015).
- 6 janvier :
  - Henry Corden, acteur américain († 19 mai 2005).
  - Ipoustéguy, sculpteur français († 8 février 2006).
  - Sandër Prosi, acteur albanais († 25 mars 1985).
- 7 janvier : Georges Claes, coureur cycliste belge († 14 mars 1994).
- 8 janvier :
  - Richard Benedict, acteur et réalisateur américain  († 25 août 1984).
  - Jack Günthard, gymnaste suisse († 7 août 2016).
  - Osamu Hayaishi, biochimiste japonais († 17 décembre 2015).
  - Paul Petit, peintre, lithographe et écrivain français († 26 juillet 2009).
  - Douglas Wilmer, acteur britannique († 31 mars 2016).
- 9 janvier :
  - Clive Dunn, acteur et chanteur britannique († 6 novembre 2012).
  - Stefan Żywotko, footballeur et entraîneur polonais († 10 février 2022).
- 10 janvier :
  - Raïssa Aronova aviatrice soviétique († 20 décembre 1982).
  - Émile Danoën, écrivain français († 7 mai 1999).
  - Noël Sinibaldi, footballeur français († 28 octobre 2003).
- 11 janvier : Sydney Valpy Radley-Walters, tankiste canadien († 21 avril 2015).
- 12 janvier : Bill Reid, sculpteur canadien († 13 mars 1998).
- 13 janvier : Tavana Salmon, artiste tatoueur originaire de la Polynésie française († 24 septembre 2024).
- 14 janvier :
  - Cris Alexander, acteur, chanteur, danseur, designer et photographe américain († 7 mars 2012).
  - Luc-Peter Crombé, peintre belge († 17 mai 2005).
- 15 janvier : John Joseph O'Connor, cardinal américain, archevêque de New York († 3 mai 2000).
- 16 janvier :
  - Claude Abadie, clarinettiste de jazz, chef d'orchestre et dirigeant d'entreprise français († 29 mars 2020).
  - Stéphane II Ghattas, cardinal égyptien, patriarche émérite d'Alexandrie, primat émérite de l'Église catholique copte († 20 janvier 2009).
- 19 janvier : 
  - Roberto Marcelo Levingston, militaire argentin († 17 juin 2015).
  - Javier Pérez de Cuéllar, diplomate et homme d'État péruvien, cinquième secrétaire général de l'Organisation des Nations unies, de 1982 à 1991 († 4 mars 2020).
- 20 janvier :
  - Joy Adamson, écrivain et naturaliste américain († 3 janvier 1980).
  - Marcos Ana, poète espagnol († 24 novembre 2016).
  - Federico Fellini, metteur en scène italien († 31 octobre 1993).
- 21 janvier : Robert de La Croix, romancier et poète français († 23 janvier 1987).
- 22 janvier : George Breakston, acteur, réalisateur, producteur et scénariste franco-américain († 19 mai 1973).
- 24 janvier :
  - Jerry Maren, acteur américain († 24 mai 2018).
  - Régine Skorka-Jacubert, résistante française († 1er décembre 2016).
- 26 janvier :
  - Derek Bond, acteur britannique († 15 octobre 2006).
  - Heinz Keßler, général et homme politique est-allemand puis allemand († 2 mai 2017).
- 27 janvier :
  - Vicente Bianchi, pianiste, chef d'orchestre et compositeur chilien († 24 septembre 2018).
  - John Morse Haydon, homme politique américain († 18 avril 1991).
- 28 janvier : Gilles Gaston Granger, épistémologue et philosophe rationaliste français († 24 août 2016).
- 30 janvier :
  - Michael Anderson, réalisateur britannique († 25 avril 2018).
  - Patrick Heron, peintre anglais († 20 mars 1999).
- 31 janvier :
  - Benoîte Groult, journaliste, romancière et militante féministe française († 20 juin 2016).
  - Robert Hersant, magnat de presse français († 21 avril 1996).
  - René Passeron, peintre, essayiste et historien de l'art français († 5 décembre 2017).
  - João Rebelo, coureur cycliste portugais († 1975).

## Février
- 2 février : Heikki Suolahti, compositeur finlandais († 27 décembre 1936).
- 3 février :
  - Henry J. Heimlich, médecin et professeur d'université américain († 17 décembre 2016).
  - Khieu Ponnary : femme politique cambodgienne († 1er juillet 2003).
  - Stan Ockers, coureur cycliste belge († 1er octobre 1956).
  - Angiola Minella, femme politique italienne († 12 mars 1988).
- 4 février :
  - Morton Deutsch, psychologue américain († 13 mars 2017).
  - Gilbert Lazard, linguiste et iranologue français († 6 septembre 2018).
  - Janet Waldo, actrice américaine († 12 juin 2016).
- 5 février : 
  - Jean-Émile Friand, résistant français pendant la Seconde Guerre mondiale († 22 décembre 2012).
  - Frank Muir, scénariste et acteur britannique  († 2 janvier 1998).
- 7 février : Giovanni Corrieri, coureur cycliste italien († 22 janvier 2017).
- 10 février :
  - Georges Petetin, peintre et sculpteur français († 13 janvier 2012).
  - Jehan Revert, prêtre sulpicien et musicien français († 29 avril 2015).
- 11 février :
  - Farouk, roi d'Égypte  († 18 mars 1965).
  - Voltolino Fontani, peintre italien († 5 août 1976).
- 13 février :
  - Eileen Farrell, cantatrice américaine († 23 mars 2002).
  - Stélla Soulióti, juriste et femme politique chypriote († 2 novembre 2012).
- 14 février :
  - Bob ten Hoope, peintre, dessinateur et graveur néerlandais († 18 janvier 2014).
  - Georges Ladrey, peintre français non figuratif de la nouvelle École de Paris († 28 octobre 2012).
- 17 février :
  - Carlos Arruza (Carlos Ruiz Camino), matador puis acteur de cinéma mexicain († 20 mai 1966).
  - Eugenio Carmi, peintre italien († 16 février 2016).
  - Annie Glenn, militante américaine († 19 mai 2020).
- 18 février : Bill Cullen, acteur américain († 7 juillet 1990).
- 19 février : 
  - Jürgen von Beckerath, égyptologue allemand († 26 juin 2016).
  - Eileen Southern, musicologue afro-américaine († 13 octobre 2002).
- 20 février : Cesare Dujany, homme politique italien († 31 mars 2019).
- 21 février :
  - Leo Scheffczyk, cardinal et théologien allemand († 8 décembre 2005).
  - Maurice Sellin, footballeur français († 3 août 2016).
- 23 février : Paul Gérin-Lajoie, avocat, philanthrope et homme politique québécois († 25 juin 2018).
- 25 février Gérard Bessette, romancier, poète et critique littéraire canadien d'expression française († 21 février 2005).
- 26 février :
  - Jean-Jacques Hueber, peintre français († 29 juillet 1993).
  - Gisèle Prassinos, poétesse, romancière, novelliste et plasticienne grecque († 15 novembre 2015).
  - Lucjan Wolanowski, journaliste, écrivain et voyageur polonais († 20 février 2006).
- 27 février : Jacques Charon, acteur français († 15 octobre 1975).
- 28 février : Hubert Giraud, parolier et compositeur français († 16 janvier 2016).
- 29 février : Michèle Morgan, actrice française († 20 décembre 2016).

## Mars
- 1er mars :
  - Simon Ignatius Pimenta, cardinal indien, archevêque émérite de Mumbai († 19 juillet 2013).
  - Claire Richet, journaliste française († 27 novembre 2016).
- 3 mars :
  - James Doohan, acteur canadien († 20 juillet 2005).
  - Denis Mack Smith, historien britannique († 11 juillet 2017).
- 4 mars : Sadok Thraya, musicien et chanteur tunisien († 10 décembre 2003).
- 5 mars : Gabriel Robert, joueur et entraîneur de football français († 15 mai 2003).
- 6 mars :
  - Félix Adriano, coureur cycliste italien naturalisé français († 28 mars 2014).
  - Lewis Gilbert, réalisateur, scénariste, producteur et acteur britannique († 23 février 2018).
  - Heinz-Herbert Karry, homme politique allemand († 11 mai 1981).
- 7 mars : Teresa Aveleyra Sadowska, écrivaine mexicaine († 3 mars 2011).
- 8 mars : Michel Moine, journaliste, écrivain, occultiste français († 15 janvier 2001).
- 9 mars :
  - Jean Jansem, peintre, sculpteur et graveur français d'origine arménienne († 27 août 2013).
  - Franjo Mihalić, athlète yougoslave puis croate et serbe († 14 février 2015).
- 10 mars : Boris Vian, écrivain français († 23 juin 1959).
- 11 mars : Nicolaas Bloembergen, physicien néerlandais naturalisé américain († 5 septembre 2017).
- 12 mars : Serafino Biagioni, coureur cycliste italien († 13 février 1983).
- 14 mars : 
  - Émile Hincker, médecin et résistant français en Alsace pendant la Seconde Guerre mondiale († 10 juillet 1996).
  - Hank Ketcham, humoriste, peintre et dessinateur américain († 1er juin 2001).
- 15 mars : Warren Womble, joueur et entraîneur de basket-ball américain († 23 mars 2015).
- 16 mars : Traudl Junge, secrétaire d'Adolf Hitler († 10 février 2002).
- 17 mars :
  - John La Montaine, compositeur et pianiste américain († 29 avril 2013).
  - José T. Sanchez, cardinal philippin, préfet émérite de la Congrégation pour le clergé († 9 mars 2012).
  - Christian Garros : batteur de jazz français († 23 août 1988).
- 19 mars :
  - Huguette Galmiche, mannequin française († 29 août 2007).
  - Laurent Noël, homme d'église canadien († 2 juillet 2022).
- 20 mars :
  - Gilbert Carpentier, producteur de télévision français († 18 septembre 2000).
  - Andrée Chédid, écrivaine et poétesse française († 6 février 2011).
  - Gaston Plaud, directeur sportif d'équipes cyclistes professionnelles français († 22 novembre 2018).
- 21 mars :
  - Robert Hennequin, joueur et entraîneur de football français († 13 février 2002).
  - Éric Rohmer, (Maurice Schérer), réalisateur français († 11 janvier 2010).
- 22 mars :
  - James Brown, acteur américain († 11 avril 1992).
  - Ross Martin, acteur américain († 3 juillet 1981).
  - Francis Rigaud, réalisateur, scénariste et producteur français.
  - Charles Stein, statisticien américain († 24 novembre 2016).
- 23 mars :
  - Marcel-Jacques Dubois, religieux dominicain, philosophe et théologien français († 14 juin 2007).
  - Raymond Meuwly, peintre et sculpteur suisse († 21 mai 1981).
  - Paulette Rollin, chanteuse et comédienne française († 25 janvier 2017).
- 24 mars :
  - René Acht, peintre et graphiste suisse († 3 mai 1998).
  - Carlo Monti, athlète italien spécialiste du 100 mètres († 7 avril 2016).
  - Georges Wagner, maire de Kutzenhausen (Bas-Rhin) de 1971 à 1989 († 11 février 2006)[1].
- 25 mars : Patrick Troughton, acteur britannique († 28 mars 1987).
- 28 mars : Carl Nesjar, peintre et sculpteur norvégien († 23 mai 2015).
- 29 mars : Gottfried Weilenmann, coureur cycliste suisse († 8 novembre 2018).
- 30 mars : Jacques Ferran, journaliste sportif et écrivain français († 7 février 2019).
- 31 mars : Yvette Z'Graggen, écrivain suisse († 16 avril 2012).
- ? mars : Muqimuddin Farooqui, homme politique indien († 3 septembre 1997).

## Avril
- 1er avril :
  - Madeleine Loux, postière et résistante française († 8 février 2006).
  - Salomon Resnik, psychanalyste et psychiatre argentin († 16 février 2017).
  - Toshirō Mifune, acteur et producteur japonais († 24 décembre 1997).
- 2 avril :
  - Roger Lersy, peintre, lithographe et compositeur français († 22 juin 2004).
  - Jack Webb, acteur, producteur, réalisateur et scénariste américain († 23 décembre 1982).
- 3 avril : Ehsan Yarshater, linguiste, iranologue et professeur d'université iranien naturalisé américain († 2 septembre 2018).
- 5 avril :
  - Jean Commère, peintre, aquarelliste, dessinateur, graveur et illustrateur français († 22 octobre 1986).
  - Ray Sutter, peintre et maître-verrier français († 28 mai 1988).
- 6 avril : David Bradley, réalisateur, acteur, producteur, scénariste et directeur de la photographie américain († 19 décembre 1997).
- 7 avril :
  - Allan Cuthbertson, acteur britannique († 8 février 1988).
  - Ravi Shankar, joueur de sitar et compositeur indien († 11 décembre 2012).
- 8 avril : Fred Moore, compagnon de la Libération († 16 septembre 2017).
- 9 avril : Baya Jurquet, militante féministe, antiraciste et anticolonialiste algéro-française († 7 juillet 2007).
- 11 avril : Michel Durafour, homme politique et écrivain français († 27 juillet 2017).
- 13 avril :
  - Roberto Calvi, homme d'affaires du Vatican († 18 juin 1982).
  - Liam Cosgrave, homme d'État irlandais († 4 octobre 2017).
  - Cécile Dreesmann, artiste textile néerlandaise († 23 avril 1994).Jean Carmet

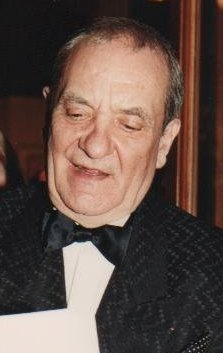
Jean Carmet

  - Pierre Gastaud, peintre, lithographe et sculpteur français († 27 août 2009).
  - André Padoux, indianiste français († 16 juillet 2017).
- 14 avril :
  - Emilio Colombo, homme politique italien († 24 juin 2013).
  - Olivier Debré, peintre français († 1er juin 1999).
  - Ivor Guest, écrivain et historien de la danse britannique († 30 mars 2018).
  - Paul Philibert-Charrin, peintre, caricaturiste, décorateur de théâtre, dessinateur et sculpteur français († 22 juin 2007).
  - Jacques Yankel, peintre, sculpteur et lithographe français († 2 avril 2020).
- 15 avril :
  - Roger Rondeaux, coureur cycliste français († 24 janvier 1999).
  - Alfred Tinsel, peintre figuratif français († 11 mars 1989).
  - Richard von Weizsäcker, homme d'État allemand († 31 janvier 2015).
- 16 avril : Charles Menge, peintre suisse († 2 janvier 2009).
- 17 avril : 
  - Edmonde Charles-Roux, femme de lettres française († 20 janvier 2016).
  - Arnold Yarrow, acteur, scénariste et romancier britannique († 9 décembre 2024).
- 19 avril :
  - Enric Rabassa, entraîneur de football espagnol († 19 décembre 1980).
  - Edgard Tupët-Thomé, militaire et compagnon de la Libération français († 9 décembre 2020).
  - Gianrico Tedeschi, acteur italien († 27 juillet 2020).
- 20 avril : Robert Savary, peintre et lithographe figuratif français († 28 mai 2000).
- 21 avril :
  - André Duval, écrivain et historien canadien († 30 mars 2018).
  - Bruno Maderna, compositeur et chef d'orchestre italien († 13 novembre 1973).
  - Nelo Risi, réalisateur et scénariste italien († 17 septembre 2015).
- 22 avril : Leonard Eron, psychologue américain († 3 mai 2007).
- 23 avril : Johannes Schöne, footballeur (sélectionné dans l'équipe d'Allemagne de l'Est) et entraîneur allemand († 3 août 1989).
- 25 avril :
  - Jean Carmet, acteur et scénariste français († 20 avril 1994).
  - Albert Détraz, responsable syndical français († 12 août 2016).
- 30 avril : Tom Moore, militaire et philanthrope britannique († 2 février 2021).

## Mai
- 2 mai : Jean-Marie Auberson, violoniste et chef d'orchestre suisse († 4 juillet 2004).
- 3 mai : John Lewis, pianiste de jazz américain († 29 mars 2001).
- 8 mai : Touko Valio Laaksonen dit Tom of Finland, dessinateur et peintre finlandais de la culture gay († 7 novembre 1991).
- 9 mai : Richard Adams, romancier britannique († 24 décembre 2016).
- 11 mai : Lionel Galand, linguiste français († 28 octobre 2017).
- 13 mai :
  - Vassos Lyssaridis, homme politique chypriote († 26 avril 2021).
  - Pierre Palué, peintre français († 29 mars 2005).
- 15 mai :
  - Michel Audiard, scénariste et réalisateur français († 28 juillet 1985).
  - François Chiappe, homme politique argentin († 2 février 2009).
  - Nasrallah Pierre Sfeir, cardinal libanais, patriarche maronite d'Antioche († 12 mai 2019).
- 16 mai : André Salvat, compagnon de la Libération († 9 février 2017).
- 17 mai : Raymond Gérôme, acteur et metteur en scène belge († 3 février 2002).
- 18 mai : Jean-Paul II (Karol Wojtyla), pape polonais († 2 avril 2005).
- 19 mai : Yves Le Dû, Compagnon de la Libération († 12 mai 2003).
- 21 mai :
  - Enrique Bryant, peintre, lithographe et graveur à l'eau-forte mexicain († 9 avril 2010).
  - Pierre Molinéris, coureur cycliste français († 7 février 2009).
- 25 mai :
  - Dorothée Marie de Bavière, princesse de Bavière († 5 juillet 2015).
  - Urbano Navarrete, cardinal espagnol, recteur émérite de l'Université pontificale grégorienne († 22 novembre 2010).
- 26 mai :
  - Léon Cligman, industriel et mécène français († 15 mai 2022).
  - John Dall, acteur américain († 15 janvier 1971).
- 27 mai : Gabrielle Wittkop, écrivain français († 22 décembre 2002).
- 28 mai :
  - Maurice Desimpelaere, coureur cycliste belge († 30 janvier 2005).
  - Jim Russell, pilote automobile anglais († 30 mars 2019).
- 29 mai : Clifton James, acteur et humoriste américain († 15 avril 2017).
- 31 mai :
  - Jean-Marcel Héraut-Dumas, peintre, graveur et illustrateur français († 17 mars 1982).
  - Irma Schwager, femme politique autrichienne († 22 juin 2015).

## Juin
- 1er juin : Robert Clarke, acteur américain († 11 juin 2005).
- 2 juin :
  - Maurice Quentin, coureur cycliste français († 19 avril 2013).
  - Johnny Speight, scénariste et acteur britannique († 5 juillet 1998).
- 6 juin : Jan Rubes, acteur, musicien, producteur et réalisateur tchèque-canadien († 29 juin 2009).
- 7 juin : Georges Marchais, homme politique français († 16 novembre 1997).
- 8 juin : Tony Mottram, joueur de tennis britannique († 6 octobre 2016).
- 9 juin : Paul Guichonnet, géographe et historien français († 13 septembre 2018).
- 10 juin : Domingo Dominguín, matador espagnol († 12 avril 1975).
- 12 juin :
  - Gabriel Arnaud, illustrateur, peintre, romancier et chansonnier français († 20 avril 1995).
  - Michelle Vian, traductrice et poétesse française († 13 décembre 2017).
- 13 juin :
  - Rolf Huisgen, chimiste allemand († 26 mars 2020).
  - Désiré Keteleer, coureur cycliste belge († 17 septembre 1970).
  - Yves Laloy, architecte et peintre surréaliste français († 8 septembre 1999).
  - Kurt Weissenfels, footballeur allemand qui a pratiqué son sport en Allemagne de l'Est († 13 janvier 1998).
- 14 juin :
  - Aboud Jumbe, homme politique zanzibarien († 14 août 2016).
  - Tetsuro Komai, peintre graveur et illustrateur japonais († 20 novembre 1976).
- 15 juin :
  - Gabrielle Bellocq, pastelliste française († 29 juillet 1999).
  - Koulouypa Konduchalova, femme politique kirghiza († 7 septembre 2013).
  - Alberto Sordi, acteur et réalisateur italien († 24 février 2003).
- 16 juin : José López Portillo, président du Mexique entre 1976 et 1982 († 17 février 2004).
- 17 juin :
  - Peter Le Cheminant, chef d'État-Major adjoint des armées et lieutenant-gouverneur britannique († 8 avril 2018).
  - Setsuko Hara, actrice japonaise  († 5 septembre 2015).
- 18 juin :
  - Mario Beccaria, homme d'État italien († 22 novembre 2003).
  - Jean Labellie, peintre paysagiste abstrait français († 29 novembre 2021).
- 19 juin : 
  - David Peel, acteur britannique († 4 septembre 1981).
  - Yves Robert, réalisateur et scénariste français († 10 mai 2002).
- 20 juin : Roger Pontet, coureur cycliste français († 29 janvier 2009).
- 21 juin :
  - Hans Gerschwiler, patineur artistique suisse († 27 septembre 2017).
  - Olha Ilkiv, partisane ukrainienne († 6 décembre 2021).
- 23 juin : Karel Voous, ornithologue néerlandais († 31 janvier 2002).
- 24 juin : Robert Taussat, écrivain, historien et vernien français († 30 décembre 2016).
- 25 juin : Théo Klein, avocat français († 28 janvier 2020).
- 26 juin : 
  - Ernst Otterbach, footballeur allemand.
  - Othman Kechrid, homme politique tunisien († 23 février 2021).
- 27 juin :
  - Charles-Amarin Brand, évêque catholique français, archevêque émérite de Strasbourg († 31 mars 2013).
  - André Poirson, peintre et sculpteur français († 30 octobre 2003).
- 28 juin : Clarissa Eden, épouse du Premier ministre britannique († 15 novembre 2021).
- 29 juin : Armin Hofmann, graphiste suisse († 18 décembre 2020).
- 30 juin : Dean Harens, acteur américain († 20 mai 1996).

## Juillet
- 1er juillet :
  - Albert-Pierre Barrière, producteur de cinéma puis entrepreneur français († 20 février 1998).
  - Italo De Zan, coureur cycliste italien († 6 mars 2020).
- 3 juillet : François Orlandini, peintre français († 31 octobre 2015).
- 4 juillet :
  - Rinsho Kadekaru, musicien japonais († 1999).
  - Robert Marcy, acteur et metteur en scène français († 8 septembre 2024).
- 5 juillet : 
  - Rosemarie Springer, cavalière de dressage allemande († 2 avril 2019).
  - Madeleine Bräutigam, écrivain et enseignante vaudoise († 11 avril 2013).
- 7 juillet : William Thaddeus Coleman, juriste et homme politique américain († 31 mars 2017).
- 11 juillet : Yul Brynner, acteur américain d’origines suisse, mongole et russe († 10 octobre 1985).
- 12 juillet :
  - Robert Anderson, acteur américain († 4 janvier 1996).
  - Keith Andes, acteur américain († 11 novembre 2005).

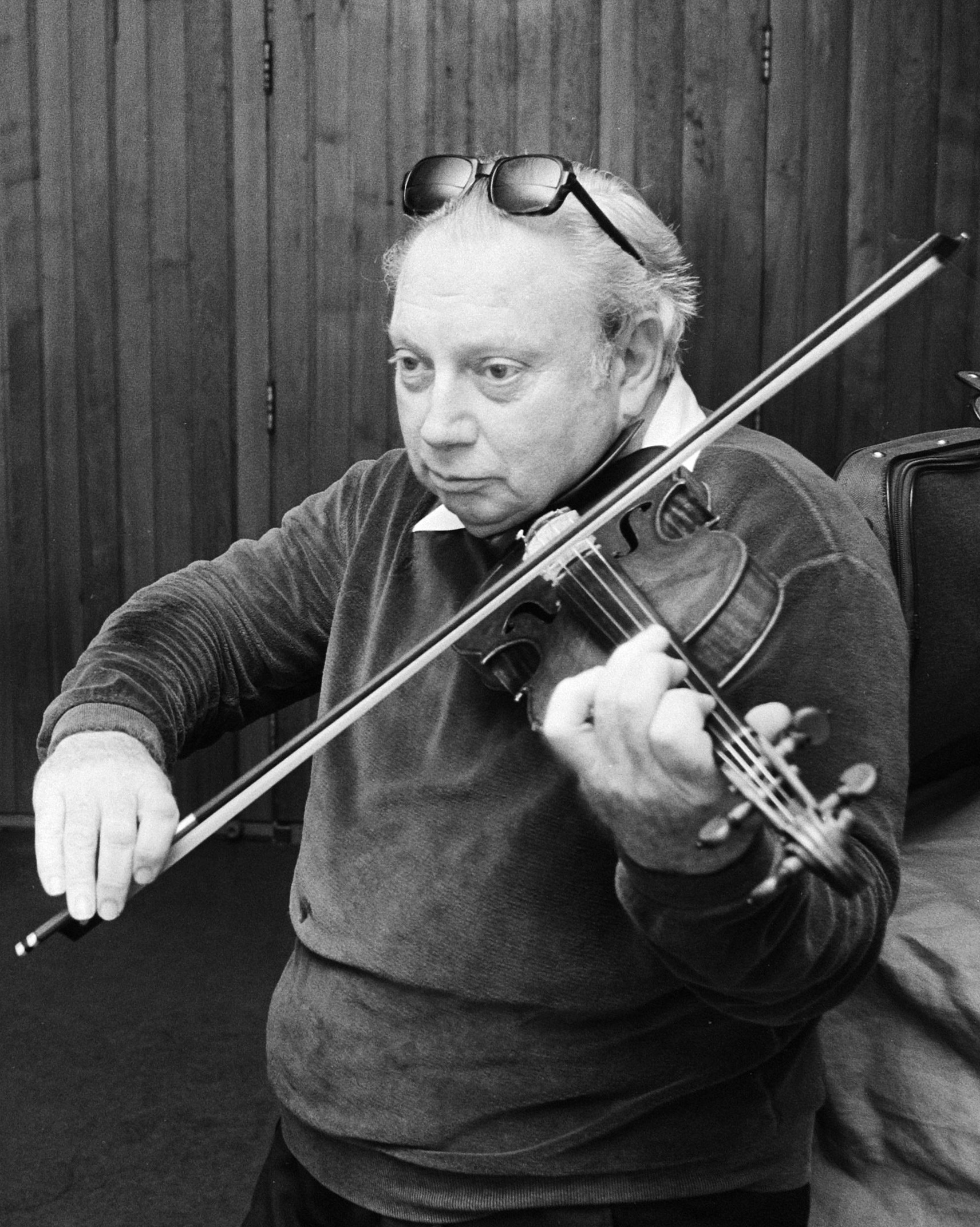
Isaac Stern

  - Isaac SternPierre Berton, écrivain, journaliste et animateur de télévision canadien († 30 novembre 2004).
  - Robert Fillion, joueur de hockey sur glace canadien († 13 août 2015).
  - Randolph Quirk, linguiste et homme politique britannique († 20 décembre 2017).
- 13 juillet : 
  - Anna Halprin, danseuse et chorégraphe américaine († 24 mai 2021).
  - Robert Folger Thorne, botaniste américain († 24 mars 2015).
- 15 juillet : Kathryn Adams Doty, actrice américaine († 14 octobre 2016).
- 17 juillet : Juan Antonio Samaranch, président espagnol du Comité international olympique († 21 avril 2010).
- 18 juillet : Lucienne Legrand, actrice française († 19 octobre 2022).
- 19 juillet : Émile Idée, coureur cycliste français († 30 décembre 2024).
- 20 juillet : Francesco De Feo, scénariste et réalisateur italien († 7 mai 2020).
- 21 juillet :
  - Jean Daniel, écrivain et journaliste français († 19 février 2020).
  - John Horsley, acteur britannique († 12 janvier 2014).
  - Constant Nieuwenhuis, peintre néerlandais († 1er août 2005).
  - Isaac Stern, violoniste russe/américain († 22 septembre 2001).
  - Gunnar Thoresen, footballeur norvégien († 30 septembre 2017).
  - Manuel Valls i Gorina, compositeur, professeur et critique musical espagnol († 9 septembre 1984).
- 23 juillet :
  - Ray Clough, ingénieur américain († 8 octobre 2016).
  - Amália Rodrigues, chanteuse de Fado, portugaise († 6 octobre 1999).
- 24 juillet :
  - Véra Cardot, peintre, photographe et plasticienne française d'origine hongroise († 31 août 2003).
  - Fernand Delmotte, homme politique belge († 4 juillet 1998).
- 25 juillet : Rosalind Franklin, physicochimiste britannique († 16 avril 1958).
- 26 juillet : Albert Ayme, peintre et sculpteur français († 19 juin 2012).
- 28 juillet : Gilbert Trigano, entrepreneur de tourisme français († 4 février 2001).
- 30 juillet : Walter Schuck, militaire allemand († 28 mars 2015).
- 31 juillet :
  - Percy Herbert, acteur britannique († 6 décembre 1992).
  - Gerrit Peters, coureur cycliste néerlandais († 6 avril 2005).

## Août
- 1er août :
  - Ken Bald, dessinateur de bande dessinée américain († 17 mars 2019).
  - Sammy Lee, plongeur américain d’ascendance coréenne († 2 décembre 2016).
- 2 août :
  - Robert de Boissonneaux de Chevigny, évêque catholique français, spiritain et évêque émérite de Nouakchott (Mauritanie) († 11 juin 2011).
  - François Flohic, résistant et vice-amiral français († 5 septembre 2018).
  - Georgette Piccon, artiste peintre figurative française, héritière du fauvisme († 2004).
- 3 août : Lucien Lamoureux, politicien canadien († 16 juillet 1998).
- 5 août :
  - Dina Sassoli, actrice de théâtre et de cinéma italienne († 24 mars 2008).
  - André Vignoles, peintre et lithographe figuratif français († 15 juillet 2017).
- 6 août : Hubert Germain, dernier compagnon de la Libération († 12 octobre 2021).
- 7 août :
  - Françoise Adret, danseuse, chorégraphe, maîtresse de ballet, pédagogue et directrice de compagnie française († 1er avril 2018).
  - Édouard Klabinski, coureur cycliste polonais († 4 mars 1997).
- 8 août : 
  - André Bourguignon, psychiatre français († 9 avril 1996).
  - Dominique Marcas, actrice française († 15 février 2022).
  - Jacques Hébert, compagnon de la Libération († 15 février 2018).
  - Robert Bonnaventure, coureur cycliste français († janvier 2015).
  - Waldemar Esteves da Cunha, Rei Momo des carnavals brésiliens († 8 avril 2013).
  - Jean Leclant, égyptologue français, secrétaire perpétuel de l’Académie des inscriptions et belles-lettres († 16 septembre 2011).
  - Francesco Marino Di Teana, sculpteur italien († 1er janvier 2012).
  - Jimmy Witherspoon, chanteur de blues américain († 18 septembre 1997).
- 9 août : Lola Bobesco, violoniste belge d'origine roumaine († 4 septembre 2003).
- 10 août :
  - Daniel Cordier, compagnon de la Libération († 20 novembre 2020).
  - Henriette Hanotte, résistante belge († 19 février 2022).
- 11 août : 
  - Constant Engels, compagnon de la Libération († 3 avril 2018).
  - Georges Laouénan, officier des Forces françaises libres, compagnon de la Libération († 12 septembre 1987).
- 13 août : 
  - Neville Brand, acteur américain († 16 avril 1992).
  - Bernard Coutant, prêtre et peintre français († 19 juillet 2008).
  - Jean Honoré, cardinal français, archevêque émérite de Tours († 28 février 2013).
  - Ti-Blanc Richard, violoniste québécois († 22 février 1981).
- 16 août : Charles Bukowski, écrivain américain († 9 mars 1994).
- 17 août :
  - Donald Buka, acteur américain († 21 juillet 2008).
  - Sacha Chimkevitch, peintre français d'origine polonaise († 14 avril 2006).
  - George Duvivier, contrebassiste de jazz américain († 11 juillet 1985).
  - Maureen O'Hara, actrice américano-irlandaise († 24 octobre 2015).
- 18 août :
  - Gaston Sébire, peintre et lithographe français († 13 décembre 2001).
  - Juan Soriano, sculpteur et peintre mexicain († 10 février 2006).
- 19 août :
  - Hugh Manning, acteur anglais († 18 août 2004).
  - Francisco Virgós, footballeur espagnol († 9 mars 2000).
- 20 août :
  - François de La Grange, journaliste français († 3 mars 1976).
  - Vincentas Sladkevičius, cardinal lituanien, archevêque de Kaunas († 28 mai 2000).
- 22 août :
  - Enrico Accatino, peintre, sculpteur et théoricien de l’art italien († 16 juillet 2007).
  - Ray Bradbury, écrivain de science-fiction américain († 5 juin 2012).
  - Jorge Canavesi, joueur et entraîneur de basket-ball argentin († 2 décembre 2016).
- 23 août : William S. Massey, mathématicien américain († 17 juin 2017).
- 24 août : 
  - Alex Colville, peintre canadien († 16 juillet 2013).
  - Pierre Lemaire, peintre français († 9 novembre 2007).
  - Pham Dang Tri, peintre vietnamien († 3 juin 1987).
- 26 août :
  - Ida Barbarigo, peintre italienne de la Nouvelle École de Paris († 15 janvier 2018).
  - Raoul Clainchard, résistant français pendant la Seconde Guerre mondiale († 26 avril 1945).
  - Ernesto Treccani, peintre italien († 27 novembre 2009).
- 28 août : Margaret Stones, botaniste et illustratrice botanique australienne († 26 décembre 2018).
- 29 août : 
  - Kazimierz Otap, soldat polonais († 26 février 2006).
  - Charlie Parker, saxophoniste de jazz états-américain († 12 mars 1955).
- 31 août : Ali Sabri, homme d'État égyptien d'origine turque († 3 août 1991).

## Septembre
- 1er septembre :
  - Rayson Huang, chimiste, spécialiste des radicaux et universitaire chinois († 8 avril 2015).
  - Robert Lavergne, peintre post-impressionniste et graphologue français († 12 janvier 2013).
- 2 septembre : Romaldo Giurgola, architecte, professeur d'université, écrivain italo-américano-australien († 16 mai 2016).
- 3 septembre :
  - Gilbert Finn, lieutenant-gouverneur du Nouveau-Brunswick († 7 janvier 2015).
  - Chabuca Granda (de son vrai nom Maria Isabel Granda Larco), chanteuse péruvienne († 8 mars 1983).
  - Paul Hamburger, pianiste, accompagnateur, chambriste et érudit anglais d'origine autrichienne († 11 avril 2004).
  - Marguerite Higgins, journaliste, correspondante de guerre américain, première femme à avoir obtenu le prix Pulitzer en 1951 († 3 janvier 1966).
- 5 septembre :
  - Henri Silvy, compagnon de la Libération († 6 juin 1944).
  - Dora Werzberg, infirmière, assistante sociale et résistante française († 1er avril 2020).
- 6 septembre :
  - Henri Beaugé-Bérubé, militaire français, Compagnon de la Libération († 16 janvier 2015).
  - Helen Hunley (en), lieutenant-gouverneur de l'Alberta († 22 octobre 2010).
- 7 septembre : Vladimir Peška, intellectuel tchécoslovaque († 9 octobre 2022).
- 8 septembre : Raoul Curet, acteur français († 29 décembre 2016).
- 10 septembre :
  - René Blanchard, résistant français († 14 mars 1996).
  - Jacques Houplain, graveur et peintre français († 22 février 2020).
  - Jean-Jacques Lamboley, coureur cycliste français († 20 juillet 1999).
  - Roger Mathieu, peintre français († 2 décembre 1992).
- 11 septembre : Jean Blanc, homme politique français, sénateur de Savoie († 29 septembre 2004).
- 13 septembre :
  - Wally Boag, acteur américain († 3 juin 2011).
  - John Crawford, acteur américain († 21 septembre 2010).
- 15 septembre : 

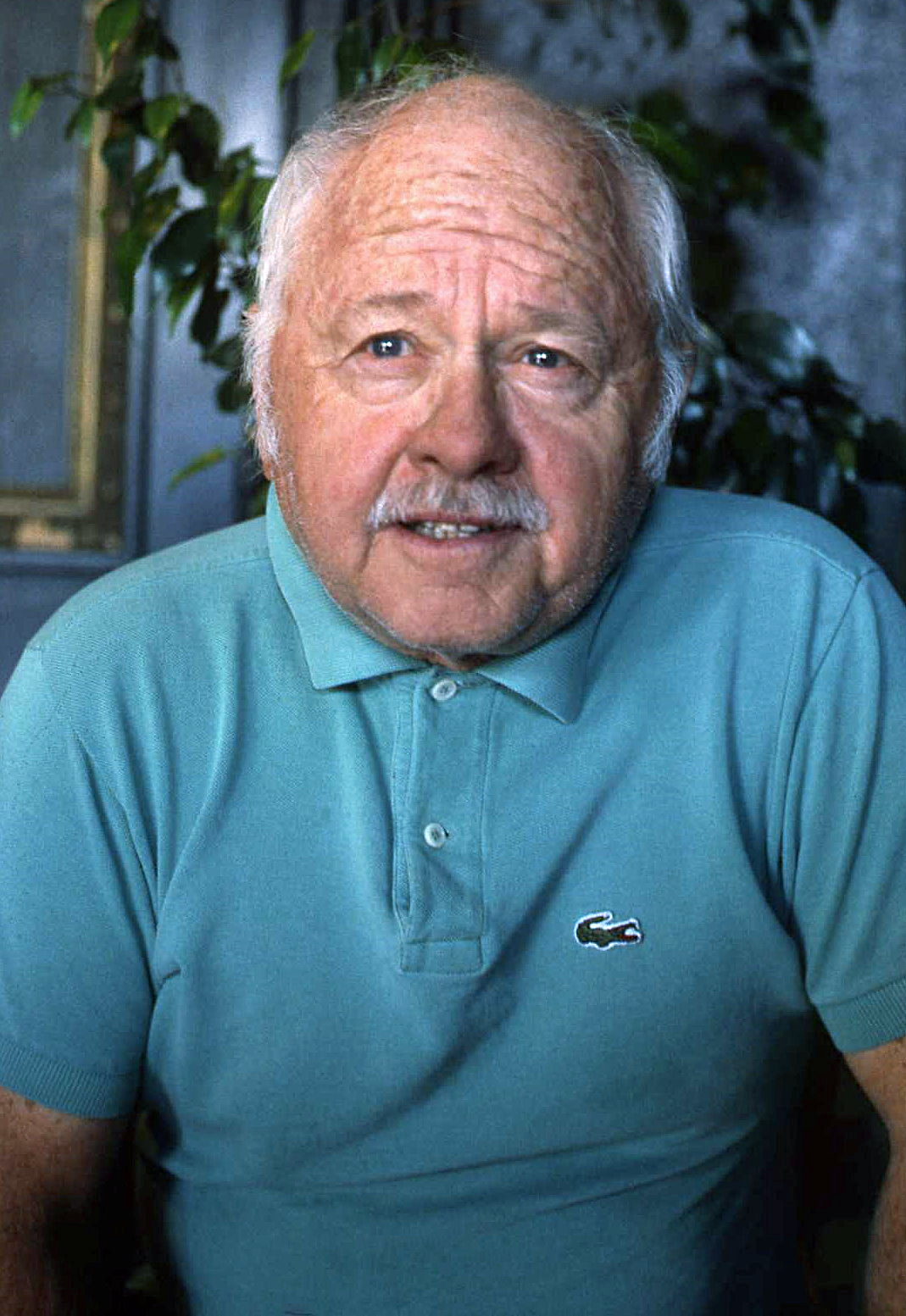
Mickey Rooney

  - Mickey Rooney Dave Garcia : manager américain de baseball († 21 mai 2018).
  - Norodom Kantol, premier ministre cambodgien († 1976).
  - Georg Wildhagen, réalisateur allemand († 2 décembre 1990)
- 17 septembre : Michal Hornstein, homme d'affaires et philanthrope canadien († 25 avril 2016).
- 19 septembre : 
  - Roger Angell, essayiste américain († 20 mai 2022).
  - Karen Khatchatourian, compositeur arménien († 19 juillet 2011).
- 20 septembre : 
  - Édouard Przybylski, compagnon de la Libération († 26 mai 1993).
  - Mikhaïl Zelenkine, peintre et aviateur russe puis soviétique  († 14 juin 1991).
- 21 septembre : Robert Wangermée, musicologue et administrateur belge († 22 juillet 2019).
- 23 septembre :
  - Alexandre Aroutiounian, compositeur et pianiste arménien († 28 mars 2012).
  - Marie Logoreci, actrice de cinéma et de théâtre albanaise († 19 juin 1988).
  - Mickey Rooney, acteur américain († 6 avril 2014).
- 24 septembre : Leo Marks, cryptographe et scénariste britannique († 15 janvier 2001).
- 26 septembre : 
  - Roger Guindon, prêtre québécois († 17 novembre 2012).
  - Robert Vandelanoitte, homme politique français († 19 janvier 2011).
- 27 septembre :
  - William Conrad, acteur, réalisateur, producteur et compositeur américain († 11 février 1994).
  - Marcos Aurelio Di Paulo, footballeur argentin († 28 septembre 1996).
  - Casimir Stefaniak, footballeur franco-polonais († 1951).
- 28 septembre : Joe Maca, footballeur belge naturalisé américain († 13 juillet 1982).
- 29 septembre :
  - Peter Arne, acteur britannique († 1er août 1983).
  - Ernest Krings, magistrat belge († 1er juillet 2017).
- 30 septembre :
  - Camille Claus, peintre et graveur français († 2 juillet 2005).
  - Jacques Daniel, peintre, graphiste, illustrateur et directeur artistique français († 14 juin 2011).
  - Henri Labit, officier, résistant, compagnon de la Libération († 3 mai 1942).

## Octobre
- 1er octobre : 
  - Walter Matthau, acteur américain († 1er juillet 2000).
  - Robert Calle, cancérologue, célèbre collectionneur d'art contemporain et directeur de musée († 6 avril 2015).
- 2 octobre : Melito Maurice Miot dit, peintre français († 14 mai 1994).
- 3 octobre : Jiří Louda, bibliothécaire, peintre héraldiste et colonel tchèque († 1er septembre 2015).
- 6 octobre :
  - Jacqueline Pagnol, actrice française († 22 août 2016).
  - Michel Jaouen, prêtre jésuite français († 7 mars 2016).
- 8 octobre :
  - Frank Patrick Herbert, écrivain américain († 11 février 1986).
  - Abdul Lateef, avocat, administrateur de football et homme politique fidjien († juin 2008).
  - Raymond Reynaud, peintre, sculpteur et plasticien français († 10 juillet 2007).
- 9 octobre :
  - Yusef Lateef, compositeur et musicien de jazz américain († 23 décembre 2013).
  - Jason Wingreen, acteur américain († 25 décembre 2015).
- 10 octobre : Jean-Michel Coulon, peintre français († 25 octobre 2014).
  - Gail Halvorsen, pilote américain de l'US Air force († 16 février 2022).
- 11 octobre : James Hickey, cardinal américain, archevêque de Washington, D.C. († 24 octobre 2004).
- 12 octobre : 
  - Marguerite Dupire, ethnologue africaniste française († 4 mars 2015).
  - Louis Hickel, résistant, médecin et homme politique français († 4 juin 1977).
  - Léon Petizon, peintre et poète français († 17 juin 1973).
- 13 octobre : Yosl Bergner, peintre et illustrateur israélien († 18 janvier 2017).
- 15 octobre :
  - Heinz Barth, criminel de guerre allemand, responsable du massacre d'Oradour-sur-Glane († 6 août 2007).
  - Achod Malakian, cinéaste français connu sous le nom d'Henri Verneuil  († 11 janvier 2002).
- 17 octobre :
  - Montgomery Clift, acteur américain († 23 juillet 1966).
  - Miguel Delibes, écrivain espagnol († 12 mars 2010).
- 19 octobre : Étienne Ngounio, homme politique centrafricain († 5 août 1985).
- 20 octobre :
  - Janet Jagan, femme politique, ancien président de Guyane († 28 mars 2009).
  - Masao Sugiuchi, joueur de go professionnel japonais († 21 novembre 2017).
  - Kléber Piot, coureur cycliste français († 5 janvier 1990).
  - Jacques Sallebert, journaliste français († 27 novembre 2000).
- 21 octobre : Hy Averback, réalisateur, acteur et producteur américain († 14 octobre 1997).
- 22 octobre : Timothy Leary, essayiste américain, psychologue, militant pour les drogues († 31 mai 1996).
- 23 octobre : Rayford Barnes, acteur américain († 11 novembre 2000).
- 24 octobre :
  - Robert Coffy, cardinal français, archevêque de Marseille († 15 juillet 1995).
  - Jean Dubreuil, peintre français († 15 mai 2008).
- 25 octobre :
  - Geneviève de Gaulle-Anthonioz, militante caritative française († 14 février 2002).
  - Rishang Keishing, homme politique indien ( † 22 août 2017).
  - Soultan Amet-Khan, as de l'aviation et pilote d’essai soviétique ( † 1er février 1971).
  - Pierre Van Poucke, peintre français († 1er juillet 1983).
- 26 octobre : Aarno Walli, chef d'orchestre et pianiste finlandais († 16 août 2007).
- 27 octobre : Nanette Fabray, actrice américaine († 22 février 2018).
- 28 octobre :
  - Luchita Hurtado, peintre, lithographe et graveuse américano-vénézuélienne († 13 août 2020)
  - Roger Lanzac, animateur de télévision et de radio français († 25 novembre 1996).
- 30 octobre : Juliette Benzoni, écrivain de romans historiques à succès et scénariste française († 7 février 2016).
- 31 octobre :
  - William Sackheim, scénariste et producteur américain († 1er décembre 2004).
  - Joseph Gelineau, prêtre jésuite, compositeur et liturgiste français († 8 août 2008).
  - Helmut Newton, photographe allemand († 23 janvier 2004).

## Novembre
- 1er novembre : Albert Ramon, coureur cycliste belge († 21 mars 1993).
- 2 novembre : William J. Richardson, philosophe américain († 10 décembre 2016).
- 4 novembre : Kanitha Wichiencharoen, défenseure des droits des femmes en Thaïlande († 12 mai 2002).
- 5 novembre : Douglass North, économiste américain († 23 novembre 2015).
- 8 novembre : Eugênio de Araújo Sales, cardinal brésilien, archevêque émérite de Sao Paulo († 9 juillet 2012).
- 10 novembre :
  - René Aberlenc, peintre français († 31 août 1971).
  - Adolfo Antônio Nascimento, musicien brésilien († 15 juin 1978).
- 11 novembre : Roy Jenkins, personnalité politique britannique († 5 janvier 2003).
- 12 novembre :
  - Sunset Carson, acteur américain († 1er mai 1990).
  - Camille Dagenais, ingénieur québécois († 18 novembre 2016).
  - Jean Gachet, peintre français († 28 janvier 2003).
- 13 novembre : Jack Elam, acteur américain  († 20 octobre 2003).
- 14 novembre : Mary Greyeyes, militaire canadienne († 31 mars 2011).
- 15 novembre :
  - Gesualdo Bufalino, écrivain italien († 14 juin 1996).
  - Robert Drinan, jésuite américain qui fut également avocat et homme politique († 28 janvier 2007).
  - Albert Lavens, homme politique belge († 5 août 1993).
  - Wayne Thiebaud, peintre américain († 25 décembre 2021).
- 16 novembre : Eric Hamp, linguiste américain († 17 février 2019).
- 17 novembre :
  - Mustapha Skandrani, pianiste, interprète et compositeur de musique Chaâbi algérien et Arabo-Andalouse († 18 octobre 2005).
  - Jean Starobinski, historien des idées, théoricien de la littérature et médecin psychiatre suisse († 4 mars 2019).
- 19 novembre :
  - Bernhard Kempa, joueur de handball allemand († 20 juillet 2017).
  - Janusz Kłosiński, acteur polonais († 8 novembre 2017).
  - Gene Tierney, actrice américaine († 6 novembre 1991).
- 20 novembre : Douglas Dick, acteur et scénariste américain († 19 décembre 2015).
- 21 novembre :
  - Álkis Pierrákos, peintre grec († 22 mars 2017).
  - Janine Reding, pianiste et pédagogue belge († 31 décembre 2015).
- 23 novembre : Paik Sun-yup, militaire et homme politique sud-coréen († 10 juillet 2020).
- 24 novembre : Juan Araujo, footballeur espagnol († 4 novembre 2002).
- 25 novembre :
  - Rishang Keishing, homme politique indien († 22 août 2017).
  - Noel Neill, actrice américaine († 3 juillet 2016).
  - Bernard Weatherill, homme politique britannique († 6 mai 2007).
- 26 novembre : Boumedienne Abderrhamane, footballeur franco-algérien († 4 juin 2011).
- 27 novembre :
  - Josep Maria Andreu, poète espagnol († 21 mars 2014).
  - Joseph Engelmajer, apatride (père polonais), fondateur de l'association Le Patriarche, devenue Dianova († 30 août 2007).
- 30 novembre :
  - Denise Glaser, productrice et présentatrice de télévision († 7 juin 1983).
  - Roger Nordmann, résistant français († 3 mai 2015).

## Décembre
- 1er décembre :
  - Walter Beveraggi Allende, homme politique, avocat, professeur d’université et économiste argentin († 1er avril 1993).
  - Guy Campiglia, footballeur français († 3 janvier 2005).
- 3 décembre : Eduardo Francisco Pironio, cardinal argentin de la curie romaine († 5 février 1998).
- 4 décembre : Nadir Afonso, artiste peintre, architecte et théoricien de l'art portugais († 11 décembre 2013).
- 5 décembre :
  - Roger Lévêque, coureur cycliste français († 30 juin 2002).
  - Francisque Perrut, homme de lettres et homme politique français († 3 février 2018).
- 6 décembre :
  - Gustav Bolin, peintre suédois († 9 août 1999).
  - Ferruccio Bortoluzzi, peintre et sculpteur italien († 25 mai 2007).
  - Dave Brubeck, pianiste de jazz américain († 5 décembre 2012).
  - Rosette Peschaud, infirmière militaire française († 28 août 2015).
- 7 décembre :
  - Fiorenzo Magni, coureur cycliste italien († 19 octobre 2012).
  - Pereira da Silva, Manuel, sculpteur portugais († 2003).
- 9 décembre : Carlo Azeglio Ciampi, économiste, banquier et homme d'État italien, président de la République italienne de 1999 à 2006 († 16 septembre 2016).
- 10 décembre : Clarice Lispector, écrivaine brésilienne († 9 décembre 1977)
- 10 décembre ou 12 décembre : Dan Spiegle, auteur de comics américain († 28 janvier 2017).
- 12 décembre : Margot Duhalde, seule aviatrice des Forces françaises libres pendant la Seconde Guerre mondiale († 5 février 2018).
- 13 décembre :
  - Abel Quezada, illustrateur, caricaturiste, dessinateur, conteur, peintre, écrivain et journaliste mexicain († 28 février 1991).
  - Willy Staquet, accordéoniste et compositeur belge († 23 octobre 2010).
  - Peter Whiteley, officier de marine britannique († 1er février 2016).
  - George P. Shultz, Ancien Secrétaire au Travail des États-Unis († 6 février 2021).
- 14 décembre :
  - Orlando Pelayo, peintre et graveur espagnol († 15 mars 1990).
  - Clark Terry, musicien de jazz, trompettiste et joueur de bugle américain († 21 février 2015).
- 15 décembre : Albert Memmi, écrivain tunisien naturalisé français († 22 mai 2020).
- 17 décembre : Gyōji Nomiyama, peintre japonais de style occidental yōga († 22 juin 2023).
- 19 décembre : Little Jimmy Dickens, chanteur américain de musique country († 2 janvier 2015).
- 21 décembre :
  - Gaston-Armand Amaudruz, militant néonazi et négationniste suisse († 7 septembre 2018).
  - Georges Balandier, ethnologue et sociologue français († 5 octobre 2016).
  - Kel Nagle, golfeur australien († 29 janvier 2015).
  - Alicia Alonso, danseuse et chorégraphe Cubaine († 17 octobre 2019).
  - Léo Vidou, aviateur et lieutenant-colonel de l'armée de l'air français († 21 avril 2015).
- 24 décembre : Hiroyuki Agawa, écrivain japonais († 3 août 2015).
- 26 décembre : Fernando Argila, footballeur, entraîneur de football et basketteur espagnol († 8 janvier 2015).
- 27 décembre : Marcel Pujalte, joueur et entraîneur de football français († 23 janvier 1986).
- 28 décembre : 
  - Al Wistert, joueur de football américain († 5 mars 2016).
  - André Verchuren, accordéoniste français († 10 juillet 2013).
- 30 décembre :
  - René Jodoin, producteur, réalisateur et scénariste québécois († 22 janvier 2015).
  - Jack Lord, acteur américain († 21 janvier 1998).
- 31 décembre :
  - Rex Allen, acteur et chanteur de country américain († 17 décembre 1999).
  - Jean Chabbert, évêque catholique français, archevêque émérite de Perpignan († 20 septembre 2016).

## Date inconnue
- Emmanuel Bamba, homme politique congolais († 2 juin 1966).
- Mehdi Ben Barka, homme politique marocain, disparu le 29 octobre 1965.
- Georges Darlan, homme politique centrafricain († 1965).
- Gabrielle Grandière, autrice de « Pirouette Cacahuète » († 25 février 2020).
- René Rossignol, footballeur français († 10 septembre 1954).
- Abdelmalek Temmam, homme politique algérien († 13 février 1978).
- Jean Baptiste Ntahokaja, linguiste burundais († 2 novembre 1995).
- Saito Ei Ichi, peintre japonais.

## .Vers 1920
- Brahim Zniber, homme d'affaires, agriculteur et vigneron marocain († 30 septembre 2016).